# Mijnendienst
De Mijnendienst is bij de Nederlandse Koninklijke Marine het onderdeel dat zorgdraagt voor het mijnenvrij houden van havens en vaarroutes.
De Mijnendienst is voortgekomen uit de Torpedodienst, die uit de 19e eeuw stamt. In de 19e eeuw was torpedo de aanduiding voor elke vorm van onderwaterexplosief. Pas later is men die naam gaan associëren met torpedo's zoals wij die nu nog kennen. De mijnendienst is opgericht in 1907.
De Mijnendienst beschikt over twaalf mijnenjagers en vier duikvaartuigen. De duikvaartuigen worden vooral in binnenwateren gebruikt. Na het afschaffen van de laatste vaartuigen van de Dokkumklasse zijn er geen mijnenvegers meer. Er zijn plannen om drie mijnenjagers in te richten als moederschip voor vier radiografisch bestuurbare mijnveegdrones.
De Mijnendienst kent een operationele groep (met een flottielje mijnenjagers), een logistieke groep (met kazernes in Den Helder en Vlissingen), een Groepering Conservatie (waar reserveschepen worden onderhouden) en de Duik- en Demonteergroep (DDG).
Vaartuigen van de mijnendienst worden op de Noordzee ook ingezet voor kustwachttaken en als visserijpolitie.
De Mijnendienst draagt ook zorg voor het onderhoud van de vaartuigen van de Dienst der Hydrografie.
Op 15 juli 2005 zijn de Onderzeedienst en de Mijnendienst als zelfstandige onderdelen opgehouden te bestaan, nadat de vaandels van beide diensten in aparte ceremonieën zijn overgedragen door de commandanten aan de Commandant Zeemacht in Nederland (CZMNED), viceadmiraal (VADM) J.W. Kelder.